# Idioma aleutiano

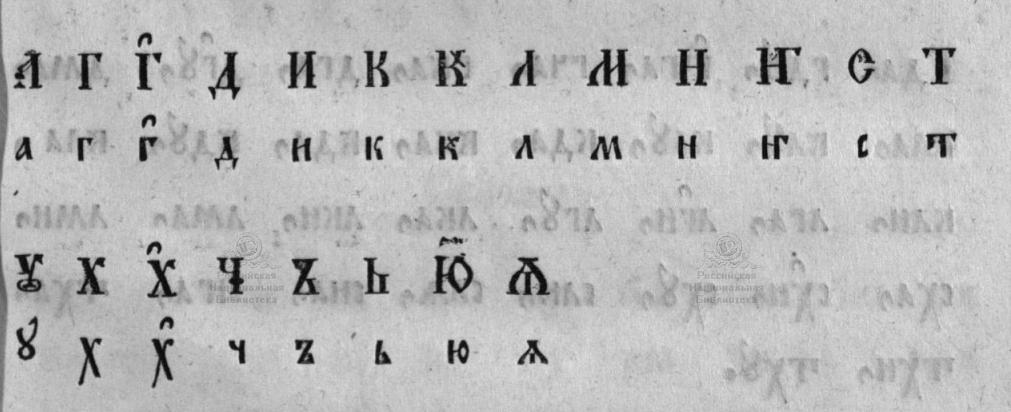
Alfabeto aleutiano.

El aleutiano es una lengua de la familia esquimo-aleutiana. Es la lengua del pueblo aleutiano, que vive en las islas Aleutianas, las islas Pribilof y las islas del Comandante. En 1995 había 305 hablantes de aleutiano.

## Dialectos
El aleutiano se encuentra sólo junto con las lenguas esquimales (yupik e inuit) en el grupo esquimo-aleutiano. Los dos principales grupos de dialectos son el Aleutiano oriental y el Atkan. Dentro del grupo oriental se encuentran los dialectos Unalaska, Belkofski, Akutan, el de las Islas Pribilof, Kashega y Nikolski. Dentro del grupo Atkan se encuentran los dialectos de Attu, la isla de Bering y la isla de Copper (o Mednyy).

## Gramática
El aleutiano (Unagan tunuu), unido al grupo lingüístico esquimo-aleutiano, tiene una morfología opaca y confusa. Con anterioridad se había creído que era un idioma ergativo, aunque la investigación que desarrolla la Universidad de Alaska, en Fairbanks Alaska ha demostrado que, si bien mantiene relación con sus primos Eskimo/Inuktitut, el aleutiano ha roto la ergatividad del grupo lingüístico antepasado común. En cambio, el estilo polisintético del aleutiano muestra influencia de las lenguas árticas y siberianas locales. (véase Berge et al, 2005)